# 黃金B段班
《黃金B段班》（英語：Golden B Class）是中天娛樂台談話性綜藝節目，於2008年7月21日至2009年2月19日每星期一至星期五（2008年11月7日起改為每星期一至星期四）晚間九點播出。該節目找來最當紅的「B咖」主持，以藝人角度為出發點，探討藝人辛苦在演藝圈中奮鬥且不為人知的一面。

## 主持人
- 第一代：小鐘、NONO、沈玉琳、小甜甜、李佩甄、宋新妮、小馬、黃鐙輝、王彩樺、韋汝
- 第二代：小鐘、NONO、沈玉琳、小甜甜、李佩甄、宋新妮

## 名稱由來
「B咖」是在台灣演藝圈最近興起的新名詞，「咖」字為台語「腳」（kha）的發音，與英文的B字組合起來後，意思就是二線演員、配角。「黃金B段班」在意義上具有黃金等級的B咖所開的班級。

## 主要內容
2008年7月21日，《黃金B段班》開播，主持人小鐘、小馬、沈玉琳、小甜甜、佩甄及韋汝開始推辭上9點談話節目；模仿康康出名的黃镫輝，則要在《黃金B段班》中扮演綜藝Ｂ咖中的Ｂ咖，立志作個有質感的諧星，要與陳漢典搶飯碗！《黃金B段班》企圖開創另類談話節目型態，加入類戲劇元素，給6位主持人合乎自己性格的角色，節目暫定八人挑梁主持，除小鐘、小馬、沈玉琳、小甜甜、佩甄及韋汝6人確定外，還有兩名人選難産中。制作單位透露，會由戲劇界去尋找新面孔，缺乏一個美豔的諧星，還有可愛的傻大姊。 佩甄對新節目收視率有信心，「你看小鐘負責客家族群，我負責帶入婆婆媽媽收看，韋汝吸引年輕人，小馬也有非洲支持者，8個人一個人只要負責0.25（%）的收視率，輕輕松松就能破2（%）。」

## 第二季的黃金B段班
有時候會以三男/三女主持，會稱另外三位為黃金三寶，加了口號『黃金B段班! 旺旺!』，每集片尾由沈玉琳獨挑大樑的「沈語錄」是該節目特色之一。

## 分集介紹
- 0223 精華播放: 男人不懂的高跟鞋秘密
- 0219 精華播放: 藝人結婚搞什麽
- 0218 精華播放: 受不了 請你不要再這樣做了
- 0217 精華播放: 史上最強波浪女排行榜
- 0216 精華播放: 愛你在心口難開
- 0212 這些東西真的流行過
- 0211 愛你在心口難開 part 2
- 0210 當藝人之前 我幹過那個活
- 0209 B段班古裝劇 沈員外嫁女兒
- 0205 B段班 塵封已久的才藝
- 0204 外景收工狀況多
- 0203 就是這個聲音 超級配音員來了
- 0202 藝人排隊狀況多

- 0129 牛來旺旺 新春大對決
- 0128 新春杯至尊麻將大賽
- 0127 B段班畢業同學回娘家
- 0122 硬是要圍爐
- 0121 牛轉乾坤 犇向未來 牛年運勢大預言
- 0120 藝人化妝間最勁爆的秘密
- 0119 超SEXY!內衣美女來聯誼
- 0115 B咖好友来爆料
- 0114 藝人結婚搞甚麼
- 0113 平平是女生待遇差真多
- 0112 錄影空擋藝人都在搞什麽
- 0108 演藝圈的“狗”奴才
- 0107 藝人婚禮搞什麽 PART 2
- 0106 我就是忍不住要這樣做
- 0105 今晚来看秀 PART 2
- 0101 最熟悉的陌生人

- 12.31 B咖今晚冷不住
- 12.30 愛你在心口難開 PART 2
- 12.29 莫名奇怪 竟然有這種書
- 12.25 聖誕Party之真心話大冒險
- 12.24 創意搞笑自拍大賽
- 12.23 B咖叫賣大賽
- 12.22 性感女神的秘密
- 12.18 藝人你在哭什麽
- 12.17 今晚来看秀
- 12.16 今天你夠台嗎
- 12.15 藝人結婚搞什麽
- 12.11 女藝人超貴重禮物大公開
- 12.10 惹毛這些人就死定了
- 12.09 我曾經暗戀過他
- 12.08 香港戰利品大公開
- 12.04 演藝圈追男仔
- 12.03 是男人就不該怕這個
- 12.02 我被八點檔害慘了
- 12.01 我也有憋不住的時候

- 11.27 男人都會犯的錯
- 11.26 天啊! 她竟然喜歡這樣! 女藝人怪癖大公開
- 11.25 別再帶孩子出來騙錢了
- 11.24 狗仔到底在搞什麽鬼
- 11.20 不完美的女人你能接受嗎
- 11.19 沒有你們我該怎麽辦.藝人光鮮亮麗幕後大功臣
- 11.18 藝人遲到理由有多瞎
- 11.17 你看.大明星耶.當明星就是想被認出來
- 11.13 演藝圈的救火隊 少了他，節目就開天窗啦
- 11.12 演藝圈的自High咖
- 11.11 紅了就什麽都對了
- 11.10 我在演藝圈的轉折點 就是那海角七號
- 11.06 我很醜 可是大家都愛我
- 11.05 這種節目主持少不了你
- 11.04 不完美男人 你能接受嗎
- 11.03 我的投資賠光光 演藝圈的金融受災戶

- 10.31 我很能唱.但也有失常的時候
- 10.30 大嫂團到底在紅什麽
- 10.29 敗金女 還是了尾仔囝 男女生誰最愛亂花錢
- 10.28 大哥.我表現的好嗎
- 10.27 女人超羨慕.男人流口水.女藝人性感睡衣大曝光
- 10.24 愛到卡慘死.我的戀人瞎透了
- 10.23 女明星素顔大PK.誰的肌膚最水嫩
- 10.22 山女與壁女的迷思 大胸VS小胸 誰的困擾多
- 10.21 當B咖的助理.沒那麽容易
- 10.20 不要拒絕我.男諧星也想談戀愛
- 10.17 看我變什麽把戲.黃金杯魔術競技Show
- 10.16 B段班誰的眼光最精准
- 10.15 演藝圈該不該有跨界藝人
- 10.14 殘酷排行榜 超迷人的腳趾頭
- 10.13 鐵獅玉玲珑之貴賓來喽(許效舜)
- 10.10 受不了 請你別再這樣做了
- 10.09 戲劇綠葉角色也很紅
- 10.08 我也想要談戀愛 NONO來聯誼
- 10.07 B咖音樂大對抗
- 10.06 三寸不爛之舌 死的也能說成活的
- 10.03 裝可愛有理 幼稚比較紅
- 10.02 我的故鄉超正點
- 10.01 最能讓女生原諒的溫柔男聲

- 09.30 超人氣美女老師來測驗 B咖誰最聰明
- 09.29 我也想要通告多多 誰比韋汝還要強
- 09.26 男人不懂女明星的瓶瓶罐罐
- 09.25 他們是買到賺到 還是亂買瞎到爆
- 09.24 小甜甜慶生整人Party
- 09.23 誰是逗妹王
- 09.22 把話給我說清楚(康康)
- 09.19 神啊！給我張完美的臉！最意想不到的變臉排行榜
- 09.18 最想幫她擦乳液的雙腿
- 09.17 化妝品專櫃小姐眼中 醜女人大翻身排行榜
- 09.16 時尚課 你的包包買對了嗎
- 09.15 B段班大挑戰之來跳舞還是做復健
- 09.12 小女人最想投入的超Man男聲排行榜
- 09.11 史上超強馬屁精排行榜
- 09.10 演藝圈最有機會傳绯聞的勾魂雙眼
- 09.09 殘酷排行榜之安親班老師眼中腦袋空空的藝人
- 09.08 乃哥（徐乃麟）的最佳拍檔
- 09.05 男人不懂的高跟鞋秘密
- 09.04 烈火紅唇排行榜
- 09.03 爆紅後會得大頭症的B咖
- 09.02 金排球（真歹笑）男諧星
- 09.01 殘酷排行榜之出國最會鬧笑話的藝人

- 08.29 胡彥斌、李玖哲歌迷同樂會
- 08.28 史上最強ㄋㄞㄋㄞ女大排行
- 08.27 空姐眼中最想交往的男諧星
- 08.26 殘酷排行榜之金排球真歹笑女諧星
- 08.25 殘酷排行榜之爸媽眼中的約會氣氛破壞王
- 08.22 愛唱歌的小孩最優秀(林宇中)、(蔡旻佑)
- 08.21 殘酷排行榜之上班族眼中的超級雙面人
- 08.20 殘酷排行榜之誰是體力最差男諧星
- 08.19 殘酷排行榜之我死也不要變成她
- 08.18 殘酷排行榜之你最不想生下這個男人的小孩
- 08.15 沈玉琳你有罪 大嫂團來公審
- 08.14 B咖的錢都花哪去了
- 08.13 B咖殘酷舞台之誰是人氣王
- 08.12 史上最好玩的遊戲 黃金康樂課
- 08.11 命中注定我的菜 小甜甜就是喜歡這一味
- 08.08 台灣演藝圈不好混
- 08.07 七月鬼門開 B咖鬼嚇鬼
- 08.06 唱歌能當飯吃
- 08.05 拜托！讓我加入B段班
- 08.04 B咖賺外快 狀況非常多
- 08.01 B咖大戰原住民

- 07.31 我的野蠻女友真難搞
- 07.30 為了紅 我什麽都做得出來？！
- 07.29 B段班為什麽沒用我
- 07.28 天王來報到 B咖不准笑 來賓：吳宗憲
- 07.25 一定紅保證班 搏版面必殺技
- 07.24 我的朋友超優
- 07.23 偶像K歌大賽
- 07.22 B段班的A咖好友
- 07.21 我要拉主Key 來賓：高淩風

| 中天娛樂台 星期一至五21:00～22:00(自2008年11月7日起改為星期一至四) | 中天娛樂台 星期一至五21:00～22:00(自2008年11月7日起改為星期一至四) | 中天娛樂台 星期一至五21:00～22:00(自2008年11月7日起改為星期一至四) |
| ------------------------------------------------------------------ | ------------------------------------------------------------------ | ------------------------------------------------------------------ |
|                                                                    | 黃金B段班 2008年7月21日-2009年2月19日                              |                                                                    |
| 全能美食秀 2008年5月27日－2008年7月18日                            | 鹿鼎記 2009年2月23日-                                              |                                                                    |